# Cerda de Cromión

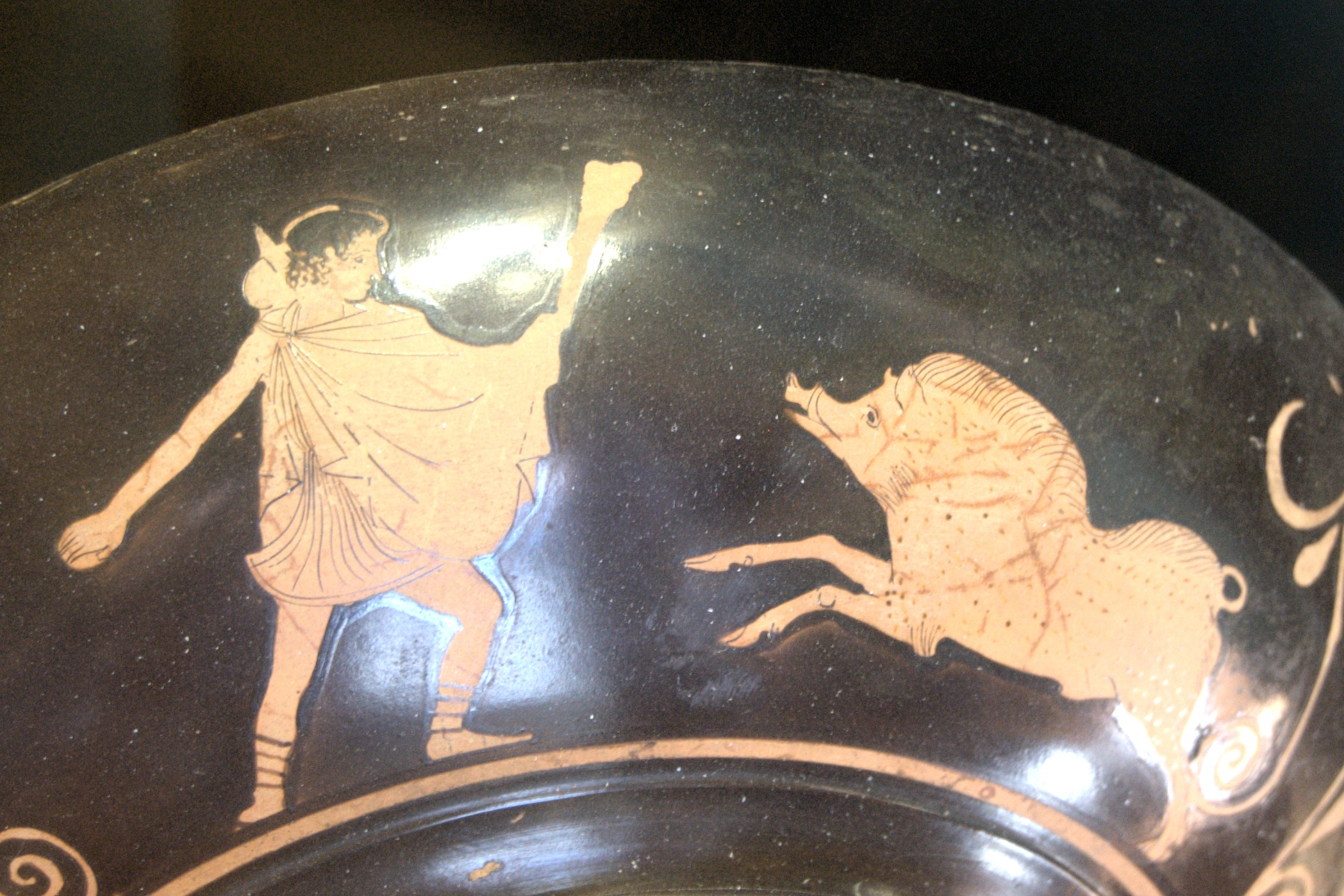
Teseo y la Cerda de Cromión. Obra del Pintor de Sótades en una pieza de cerámica ática de figuras rojas. 460 - 450 a. C. Museo del Louvre.

En la mitología griega, la cerda de Cromión (en griego Ὕς Κρομμύων, Hus Krommúōn) fue una cerda feral de las tierras de Cromión que se enfrentó contra Teseo en una de sus hazañas. En la Biblioteca mitológica se nos dice que la bestia era hija de Equidna y Tifón, y fue llamada Fea o Faya (Φαιά) debido a su anciana porqueriza. Según cuenta Estrabón, la cerda era la madre del jabalí de Calidón; según dice Higino, no se trataba de una cerda sino de un jabalí y además dice que no procede de Cromión sino de Cremión. A la cerda no se la imagina con atributos físicos monstruosos pero Diodoro dice que era «una bestia excelente en ferocidad y tamaño y mataba a muchos hombres».
«La cerda da Cromión, que llamaban Faya, no era fiera de poco cuidado, sino agresiva y difícil de vencer. A esta, al margen de su camino, para que no pareciera que lo hacía todo por obligación, [Teseo] la redujo y le dio muerte; y, a la vez, porque pensaba que a los hombres malvados el noble debe atacarlos en propia defensa, mientras que de las fieras, incluso provocándolas, debe luchar con las más feroces y correr peligro. Algunos afirman que Faya era una ladrona, mujer criminal y sin escrúpulos, que vivía en Cromión y que, apodada cerda por su carácter y forma de vida, murió luego a manos de Teseo».

## Ficción
En la novela El último héroe del Olimpo, de la serie Percy Jackson y los dioses del Olimpo, el protagonista lucha contra una cerda voladora conocida como la Cerda Clazmonia. El nombre del personaje parece aludir a la Cerda de Cromión, a pesar de que otro personaje, Annabeth, afirma que no ha habido héroe anterior a Percy que derrotara a ese monstruo.